# Кулеше-Хоботкі
Кулеше-Хоботкі (пол. Kulesze-Chobotki) — село в Польщі, у гміні Крипно Монецького повіту Підляського воєводства.
Населення — 91 особа (2011).
У 1975-1998 роках село належало до Білостоцького воєводства.

## Демографія
Демографічна структура станом на 31 березня 2011 року:
|          | Загалом | Допрацездатний вік | Працездатний вік | Постпрацездатний вік |
| -------- | ------- | ------------------ | ---------------- | -------------------- |
| Чоловіки | 47      | 9                  | 28               | 10                   |
| Жінки    | 44      | 10                 | 19               | 15                   |
| Разом    | 91      | 19                 | 47               | 25                   |